# Acordo Ortográfico de 1986
O Acordo Ortográfico de 1986 foi uma tentativa de tratado internacional que tinha como objetivo unificar a ortografia da língua portuguesa por meio de sua simplificação, o seu papel chamado "Bases Analiticas da Ortografia Simplificada da Lingua Portuguesa de 1945, renegociadas em 1975 e consolidadas em 1986" foi feito após o Brasil, que na época possuia como presidente o José Sarney, convidar os outros países lusófonos a uma reunião no Rio de Janeiro, contudo, o acordo ortográfico que aí foi firmado nunca chegou a ser ratificado, devido à grande reação negativa do público e da imprensa brasileira e portuguesa a algumas mudanças, no entanto, o subsequente Acordo Ortográfico de 1990 herdou algumas das alterações menos polêmicas.

## Alterações mais notáveis
Uma das alterações que este tratado propunha era a completa eliminação de acentos agudos e acentos circunflexos de todas as palavras proparoxítonas e paroxítonas, deixando-os restrito apenas às palavras oxítonas, assemelhando-se à grafia italiana, várias palavras então perderiam suas distinções na grafia, tais como analise e análise, copia e cópia, critica e crítica, fabrica e fábrica, etc. Uma destas ocasiões seria as palavras cagado e cágado, as quais foram utilizadas numerosamente por aqueles que se opunham a esta reforma.
Outra alteração que não foi levada ao AO90 foi a respeito de algumas palavras específicas como conosco (no Brasil) e connosco (em Portugal), no texto de 1986, era deixado explícito que a única forma tolerada a partir dali seria conosco em ambos os países, porém no texto publicado em 1990, esta mudança foi abandonada sem explicação, resultando na situação destas duas palavras em particular tornando-se ambígua.